# Mitsubishi Carisma
Mitsubishi Carisma je první liftback od Mitsubishi, který byl určen speciálně pro Evropu.

## Výroba
Model Carisma byl vyráběn od roku 1995 v Nizozemí společně s vozy Volvo S40/V40 a má s nimi mnoho společných dílů. Svými rozměry patří do nižší střední třídy. Na českých silnicích ji nepotkáme příliš často. Přestože se sem dovážela, nebyla příliš prodávaná. Nejprve přišla pětidveřová verze od roku 1996 také čtyřdveřový sedan. V roce 1998 prošel vůz mírnou modernizací, dostal boční ochranné lišty, nové čalounění, atd. Některé převodovky ve spolupráci s Renault. 

## Produkce a prodeje
| Rok  | Produkce | Prodeje |
| ---- | -------- | ------- |
| 1995 | 19,100   | ?       |
| 1996 | 44,401   | ?       |
| 1997 | 82,255   | ?       |
| 1998 | 78,239   | ?       |
| 1999 | 54,460   | ?       |
| 2000 | 29,800   | 38,548  |
| 2001 | 22,203   | 28,647  |
| 2002 | 28,776   | 30,429  |
| 2003 | 26,074   | 28,123  |
| 2004 | –        | 9,875   |

(Sources: Fact & Figures 2000, Fact & Figures 2005, Mitsubishi Motors website)

## Motory
| Model   | Objem    | Výkon             | Točivý moment | Doba prodeje | Poznámky                                           |
| ------- | -------- | ----------------- | ------------- | ------------ | -------------------------------------------------- |
| 1.6     | 1597 cm³ | 66 kW (90 PS)     | 137 Nm        | 1995–1999    |                                                    |
| 1.6     | 1597 cm³ | 73 kW (99 PS)     | 137 Nm        | 1999–2001    |                                                    |
| 1.6     | 1597 cm³ | 76 kW (103 PS)    | 141 Nm        | 2001–2004    |                                                    |
| 1.8     | 1834 cm³ | 85 kW (115 PS)    | 162 Nm        | 1995–1997    |                                                    |
| 1.8 MSX | 1834 cm³ | 103 kW (140 PS)   | 167 Nm        | 1995–1997    |                                                    |
| 1.8 GDI | 1834 cm³ | 90/92 kW (125 PS) | 174 Nm        | 1997–2004    | s přímým vstřikováním; vystřídal oba stávající 1.8 |

| Model       | Objem    | Výkon          | Točivý moment | Doba prodeje | Poznámky                                                              |
| ----------- | -------- | -------------- | ------------- | ------------ | --------------------------------------------------------------------- |
| 1.9 TD      | 1870 cm³ | 66 kW (90 PS)  | 176 Nm        | 1997–1999    | Wirbelkammerdiesel, s turbodmychadlem a Intercooler; motor z Renaultu |
| 1.9 DI-D MP | 1870 cm³ | 75 kW (102 PS) | 215 Nm        | 1999–2004    | Common-Rail Diesel, s turbodmychadlem a Intercooler; motor z Renaultu |
| 1.9 DI-D HP | 1870 cm³ | 85 kW (115 PS) | 265 Nm        | 1999–2004    | Common-Rail Diesel, s turbodmychadlem a Intercooler; motor z Renaultu |

## Spolehlivost
Mitsubishi Carisma se ve statistikách spolehlivosti německé TÜV vyskytuje v období let 2004 až 2010. Podrobný přehled ukazuje následující tabulka.
| Statistika spolehlivosti podle TÜV | Statistika spolehlivosti podle TÜV | Statistika spolehlivosti podle TÜV | Statistika spolehlivosti podle TÜV | Statistika spolehlivosti podle TÜV | Statistika spolehlivosti podle TÜV | Statistika spolehlivosti podle TÜV | Statistika spolehlivosti podle TÜV | Statistika spolehlivosti podle TÜV | Statistika spolehlivosti podle TÜV | Statistika spolehlivosti podle TÜV | Statistika spolehlivosti podle TÜV | Statistika spolehlivosti podle TÜV | Statistika spolehlivosti podle TÜV | Statistika spolehlivosti podle TÜV | Statistika spolehlivosti podle TÜV |
|                                    | Stáří vozidel 2–3 roky             | Stáří vozidel 2–3 roky             | Stáří vozidel 2–3 roky             | Stáří vozidel 4–5 let              | Stáří vozidel 4–5 let              | Stáří vozidel 4–5 let              | Stáří vozidel 6–7 let              | Stáří vozidel 6–7 let              | Stáří vozidel 6–7 let              | Stáří vozidel 8–9 let              | Stáří vozidel 8–9 let              | Stáří vozidel 8–9 let              | Stáří vozidel 10–11 let            | Stáří vozidel 10–11 let            | Stáří vozidel 10–11 let            |
| rok reportu                        | vážné závady                       | průměr                             | umístění                           | vážné závady                       | průměr                             | umístění                           | vážné závady                       | průměr                             | umístění                           | vážné závady                       | průměr                             | umístění                           | vážné závady                       | průměr                             | umístění                           |
| ---------------------------------- | ---------------------------------- | ---------------------------------- | ---------------------------------- | ---------------------------------- | ---------------------------------- | ---------------------------------- | ---------------------------------- | ---------------------------------- | ---------------------------------- | ---------------------------------- | ---------------------------------- | ---------------------------------- | ---------------------------------- | ---------------------------------- | ---------------------------------- |
| 2004                               | 5,1 %                              | 5,6 %                              | 52./ 113                           | 16,8 %                             | 10,9 %                             | 93./ 103                           | 19,8 %                             | 16,7 %                             | 65./ 85                            | –                                  | –                                  | –                                  | –                                  | –                                  | –                                  |
| 2005                               | 5,1 %                              | 6,5 %                              | 30./ 110                           | 13,5 %                             | 11,3 %                             | 76./ 105                           | 19,8 %                             | 17,0 %                             | 61./ 87                            | –                                  | –                                  | –                                  | –                                  | –                                  | –                                  |
| 2006                               | 6,0 %                              | 6,6 %                              | 46./ 107                           | 10,0 %                             | 11,2 %                             | 38./ 106                           | 18,4 %                             | 17,2 %                             | 62./ 97                            | 23,5 %                             | 22,7 %                             | 47./ 78                            | –                                  | –                                  | –                                  |
| 2007                               | 6,4 %                              | 5,9 %                              | 63./ 113                           | 8,4 %                              | 10,7 %                             | 29./ 107                           | 15,0 %                             | 15,8 %                             | 49./ 96                            | 20,6 %                             | 21,4 %                             | 44./ 82                            | –                                  | –                                  | –                                  |
| 2008                               | 5,0 %                              | 4,8 %                              | 68./ 116                           | 7,5 %                              | 8,9 %                              | 37./ 111                           | 9,9 %                              | 13,3 %                             | 27./ 99                            | 19,2 %                             | 18,1 %                             | 54./ 88                            | 23,2 %                             | 22,5 %                             | 43./ 72                            |
| 2009                               | 6,0 %                              | 5,0%                               | 87./ 117                           | 8,7 %                              | 9,3 %                              | 51./ 109                           | 11,5 %                             | 14,0 %                             | 29./ 94                            | 17,1 %                             | 18,3 %                             | 40./ 87                            | 20,7 %                             | 23,3 %                             | 27./ 68                            |
| 2010                               | –                                  | –                                  | –                                  | 8,9 %                              | 9,9 %                              | 52./ 123                           | 8,9 %                              | 14,7 %                             | 52./ 123                           | –                                  | –                                  | –                                  | 22,2 %                             | 24,1 %                             | 28./ 75                            |

## Závodní verze
Tým Mitsubishi Ralliart nasazoval při Mistrovství světa v rallye druhý vůz pod názvem Mitsubishi Carisma GT EVO. Ve skutečnosti ale šlo o vůz Mitsubishi Lancer Evolution.

## Fotogalerie

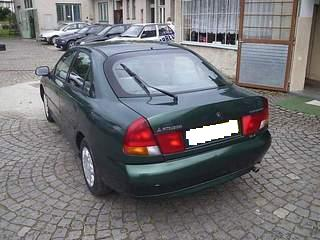
Mitsubishi Carisma liftback (1995–1999)
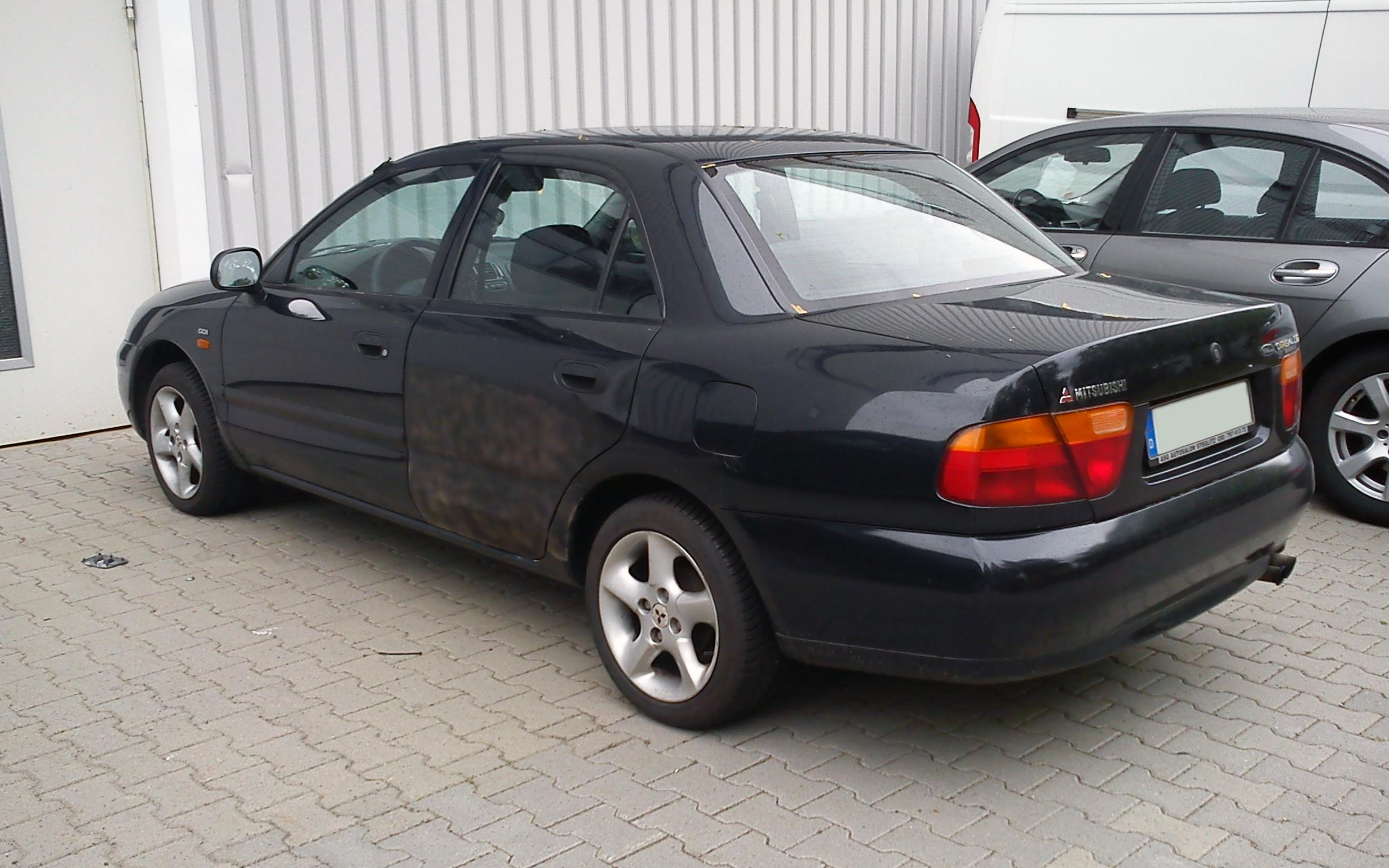
Mitsubishi Carisma sedan (1996–1999)
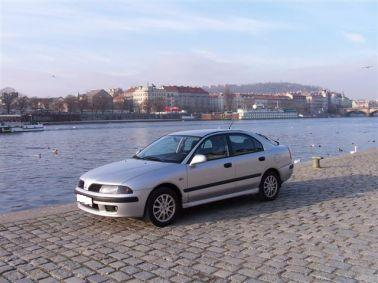
Carisma po faceliftu
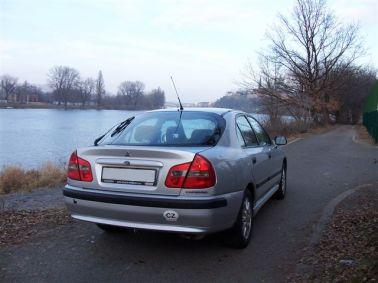
Carisma po faceliftu
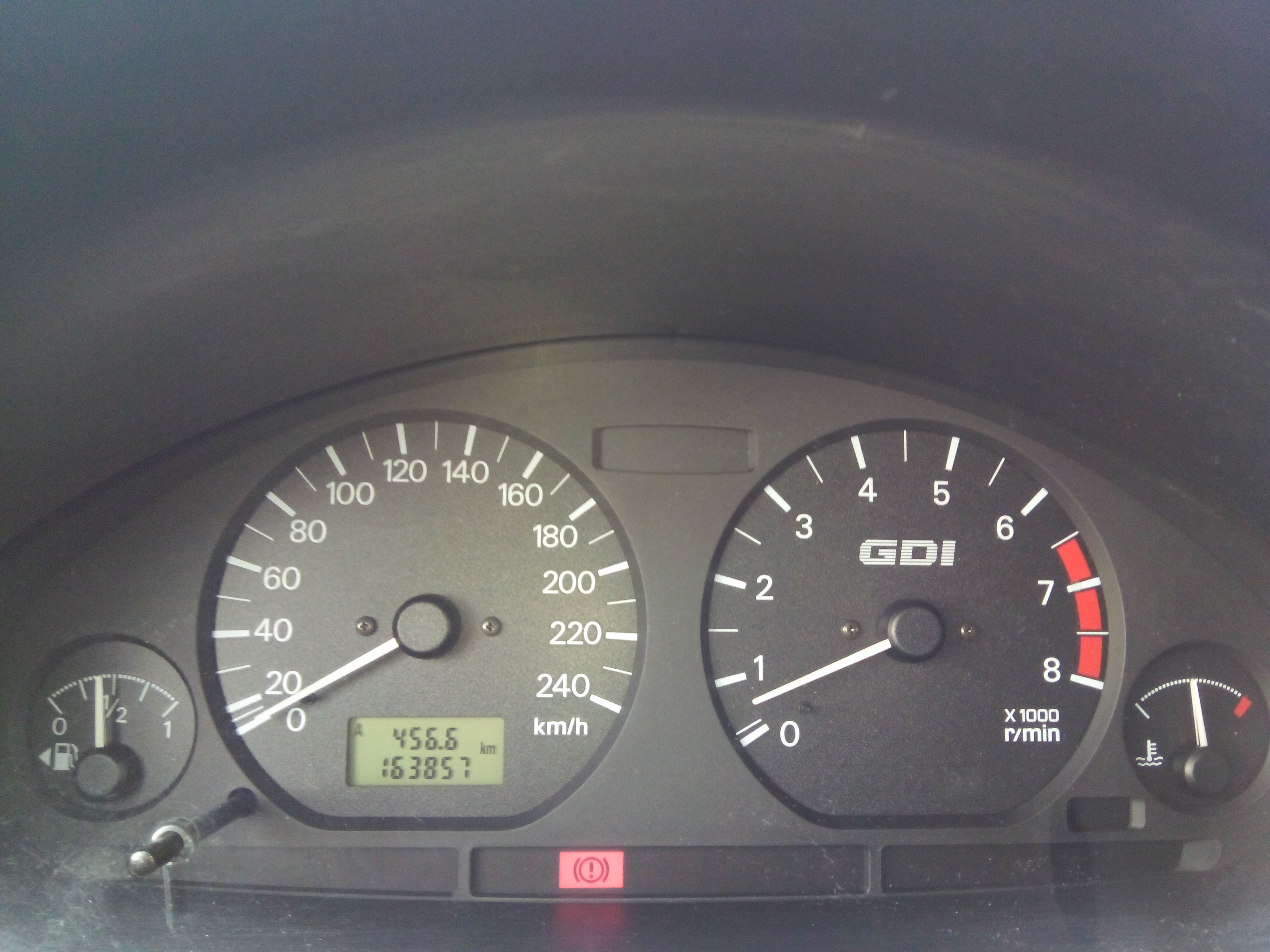
Rychloměr